# Cyrtobill darwini
Cyrtobill darwini is een spinnensoort in de taxonomische indeling van de wielwebspinnen (Araneidae).
Het dier behoort tot het geslacht Cyrtobill. De wetenschappelijke naam van de soort werd voor het eerst geldig gepubliceerd in 2009 door Volker W. Framenau & Scharff.